# Kamel Chaoui
Kamel Chaoui est un footballeur algérien né le 22 mars 1980 à Chlef. Il évoluait au poste de défenseur.

## Biographie
Kamel Chaoui évolue pendant plusieurs saisons en Division 1 avec le club de l'ASO Chlef.

## Palmarès
- Vainqueur de la Coupe d'Algérie en 2005 avec l'ASO Chlef.
- Accession en Ligue 1 en 2002 avec l'ASO Chlef.
- Accession en Ligue 2 en 2000 avec l'ASO Chlef.